# Cyclocross Rucphen
De Cyclocross Rucphen is een avondveldrit die sinds januari 2012 jaarlijks wordt georganiseerd in het Noord-Brabantse dorp Rucphen dat tussen Roosendaal en Breda ligt. De wedstrijd wordt verreden op de baan van Wielervereniging Willebrord Wil Vooruit. In 2021 maakte de wedstrijd deel uit van de Wereldbeker veldrijden en in 2020 en 2022 werd in Rucphen de Nederlandse kampioenschappen veldrijden verreden.
Bij het NK van 2022 sprong Rucphen in voor Zaltbommel, waar wegens coronamaatregelen geen NK kon worden verreden. Rucphen kon het parcours van de wereldbekerwedstrijd laten staan.Er was alleen een wedstrijd voor mannen en een voor vrouwen.  De eliterenners en beloften reden samen in een wedstrijd. Overige categorieën reden het NK een maand later in Hoogeveen.

## Erelijst

### Mannen elite
| Datum      | Kls. | Cat. | Winnaar              | Tweede            | Derde                  |
| ---------- | ---- | ---- | -------------------- | ----------------- | ---------------------- |
| 9/11/2024  | -    | C2   | Felipe Orts          | Ryan Kamp         | Jens Adams             |
| 07/12/2023 | -    | C2   | Ryan Kamp            | Thijs Aerts       | Mees Hendrikx          |
| 09/01/2022 | NK   | CN   | Lars van der Haar    | Corné van Kessel  | Mees Hendrikx          |
| 18/12/2021 | WB   | CDM  | Tom Pidcock          | Eli Iserbyt       | Michael Vanthourenhout |
| 2020-2021  | -    | C2   | Afgelast             | Afgelast          | Afgelast               |
| 12/01/2020 | NK   | CN   | Mathieu van der Poel | Lars van der Haar | Joris Nieuwenhuis      |
| 26/01/2019 | -    | C2   | Lars van der Haar    | Joris Nieuwenhuis | Thijs Aerts            |
| 27/01/2018 | -    | C2   | David van der Poel   | Jim Aernouts      | Dieter Vanthourenhout  |
| 21/01/2017 | -    | C2   | Lars van der Haar    | Jim Aernouts      | Stan Godrie            |
| 23/01/2016 | -    | C2   | Tom Meeusen          | Jim Aernouts      | Radomír Šimůnek        |
| 24/01/2015 | -    | C2   | Lars van der Haar    | Vincent Baestaens | Jens Vandekinderen     |
| 18/01/2014 | -    | C2   | Philipp Walsleben    | Jim Aernouts      | Eddy van IJzendoorn    |
| 19/01/2013 | -    | C2   | Lars van der Haar    | Radomír Šimůnek   | Marcel Meisen          |
| 21/01/2012 | -    | C2   | Bart Aernouts        | Mariusz Gil       | Tom Meeusen            |

### Vrouwen elite
| Datum      | Kls. | Cat. | Winnaar                    | Tweede               | Derde                      |
| ---------- | ---- | ---- | -------------------------- | -------------------- | -------------------------- |
| 9/11/2024  | -    | C2   | Laura Verdonschot          | Leonie Bentveld      | Aniek van Alphen           |
| 07/12/2023 | -    | C2   | Laura Verdonschot          | Julia Kopecký        | Lauren Molengraaf          |
| 09/01/2022 | NK   | CN   | Marianne Vos               | Lucinda Brand        | Ceylin del Carmen Alvarado |
| 18/12/2021 | WB   | CDM  | Marianne Vos               | Lucinda Brand        | Denise Betsema             |
| 2020-2021  | -    | C2   | Afgelast                   | Afgelast             | Afgelast                   |
| 12/01/2020 | NK   | CN   | Ceylin del Carmen Alvarado | Lucinda Brand        | Annemarie Worst            |
| 26/01/2019 | -    | C2   | Inge van der Heijden       | Manon Bakker         | Helen Wyman                |
| 27/01/2018 | -    | C2   | Loes Sels                  | Manon Bakker         | Christine Majerus          |
| 21/01/2017 | -    | C2   | Laura Verdonschot          | Nikki Brammeier      | Maud Kaptheijns            |
| 23/01/2016 | -    | C2   | Helen Wyman                | Nikki Brammeier      | Sanne van Paassen          |
| 24/01/2015 | -    | C2   | Nikki Brammeier            | Ellen Van Loy        | Pavla Havlíková            |
| 18/01/2014 | -    | C2   | Marianne Vos               | Nikki Brammeier      | Pavla Havlíková            |
| 19/01/2013 | -    | C2   | Marianne Vos               | Pavla Havlíková      | Monique van de Ree         |
| 21/01/2012 | -    | C2   | Marianne Vos               | Daphny van den Brand | Nikki Brammeier            |

### Mannen beloften
| Datum      | Kls. | Cat. | Winnaar       | Tweede        | Derde       |
| ---------- | ---- | ---- | ------------- | ------------- | ----------- |
| 09/01/2022 | NK   | CN   | Mees Hendrikx | Ryan Kamp     | Pim Ronhaar |
| 12/01/2020 | NK   | CN   | Ryan Kamp     | Mees Hendrikx | Pim Ronhaar |

### Vrouwen beloften
| Datum      | Kls. | Cat. | Winnaar              | Tweede             | Derde              |
| ---------- | ---- | ---- | -------------------- | ------------------ | ------------------ |
| 09/01/2022 | NK   | CN   | Fem van Empel        | Shirin van Anrooij | Puck Pieterse      |
| 18/12/2021 | WB   | CDM  | Fem van Empel        | Puck Pieterse      | Shirin van Anrooij |
| 12/01/2020 | NK   | CN   | Inge van der Heijden | Manon Bakker       | Aniek van Alphen   |

### Mannen junioren
| Datum      | Kls. | Cat. | Winnaar           | Tweede                 | Derde               |
| ---------- | ---- | ---- | ----------------- | ---------------------- | ------------------- |
| 07/12/2023 | -    | C2   | Michiel Mouris    | Floris Haverdings      | Ieben Jacobs        |
| 18/12/2021 | -    | CJ   | Ferre Urkens      | Wies Nuyens            | Miles Gevaert       |
| 2020-2021  | -    | C2   | Afgelast          | Afgelast               | Afgelast            |
| 12/01/2020 | NK   | CN   | Tibor del Grosso  | Lucas Janssen          | Danny van Lierop    |
| 26/01/2019 | -    | CJ   | Wout Vervoort     | Noah Vreeswijk         | Twan van der Drift  |
| 27/01/2018 | -    | CJ   | Ryan Kamp         | Arno Van Den Broeck    | Len Dejonghe        |
| 21/01/2017 | -    | CJ   | Niels Vandeputte  | Arno Van Den Broeck    | Vince Van Den Eynde |
| 23/01/2016 | -    | CJ   | Jarne Driesen     | Andreas Goeman         | Maximilian Möbis    |
| 24/01/2015 | -    | CJ   | Victor Vandebosch | Tijl Pauwels           | Reno Bauters        |
| 18/01/2014 | -    | CJ   | Jelle Schuermans  | Pieter Van Roosbroeck  | Joris Nieuwenhuis   |
| 19/01/2013 | -    | CJ   | Stijn Caluwe      | Stan Wijkel            | Elias van Hecke     |
| 21/01/2012 | -    | CJ   | Koen Weijers      | Kevin Suárez Fernández | Onno Verheyen       |

### Vrouwen junioren
| Datum      | Kls. | Cat. | Winnaar            | Tweede         | Derde                |
| ---------- | ---- | ---- | ------------------ | -------------- | -------------------- |
| 18/12/2021 | -    | CJ   | Silje Bader        | Britt de Grave | Julia van der Meulen |
| 2020-2021  | -    | C2   | Afgelast           | Afgelast       | Afgelast             |
| 12/01/2020 | NK   | CN   | Shirin van Anrooij | Puck Pieterse  | Fem van Empel        |

### Mannen nieuwelingen
| Datum      | Kls. | Cat. | Winnaar          | Tweede        | Derde         |
| ---------- | ---- | ---- | ---------------- | ------------- | ------------- |
| 12/01/2020 | NK   | CN   | David Haverdings | Jelte Jochems | Menno Huising |

### Vrouwen nieuwelingen
| Datum      | Kls. | Cat. | Winnaar         | Tweede       | Derde             |
| ---------- | ---- | ---- | --------------- | ------------ | ----------------- |
| 12/01/2020 | NK   | CN   | Leonie Bentveld | Mirre Knaven | Lauren Molengraaf |